# فوزي فايز
فوزي فايز (مواليد 14 يوليو 1987، لاعب كرة قدم إماراتي يجيد اللعب في الدفاع. 

## مسيرة اللاعب
لعب مع نادي العين ونادي الشارقة ونادي خورفكان ونادي العروبة ونادي الجزيرة الحمراء.

## روابط خارجية
- فوزي فايز على موقع ناشيونال فوتبول تيمز (الإنجليزية)
- فوزي فايز على موقع Soccerway.com (الإنجليزية)